# Kostel svatého Ladislava (Bratislava)
Kostel svatého Ladislava je klasicistní sakrální stavba v bratislavské městské části Staré Město, na Špitálské ulici. Je zasvěcen uherskému králi Ladislavu I. z rodu Arpádovců. Kostel je součástí čtyřkřídlé městské nemocnice.

## Historie výstavby
Kostel svatého Ladislava je jednou z nejstarších sakrálních staveb ve městě. Stavba dnešního kostela je v pořadí již třetí stojící na tomto místě. Podle dochované listiny z června 1309 vznikla na tomto místě, na bratislavském předměstí před Laurinskou branou, zásluhou řádu Antonitů, nemocnice, kterou přistavěli již k existující kapli s klášterem. Tato stavba zde existovala do konce 14. století. Na jejím místě vznikla v roce 1397 nová stavba nemocnice s kaplí zasvěcenou svatému Ladislavu. Podle nemocnice dostala pojmenování i ulice, na které byla postavena.
V roce 1428 se Bratislava ocitla v husitském ohrožení. Město ukryté se bezpečnými hradbami se však husitům nepodařilo dobýt, ale území před nimi velmi zpustošili. Jelikož se jejich rabování nevyhnula ani nemocnice, bylo město po jejich odchodu nuceno stavbu opravit přičemž současně rekonstruovalo i budovu kláštera Antonitů.
Celý komplex staveb sloužil svému účelu až do roku 1529, kdy byl v rámci příprav na obranu před Turky zbořen. Antonité z města odešli.
Budovu nového špitálu postavili v roce 1543; u špitálu vznikl hřbitov, na kterém byl v roce 1596 postaven karner. Špitál měl dvě přízemní křídla zaklenutá křížovými klenbami na střední sloupy. Ve dvoře stály další budovy; na pravé straně uličního křídla byla jednolodní kaple sv. Ladislava. Začátkem 19. století byl objekt ve velmi dezolátním stavu a kapli z bezpečnostních důvodů museli zavřít.
Dnešní budovu postavili z milodarů katolických věřících podle projektu Ignáce Feiglera staršího. Při pokládání základního kamene v roce 1830 (o čemž svědčí údaj na nápisu nad vchodem do kostela) byl osobně přítomen uherský panovník Ferdinand I. Dobrotivý spolu s ostřihomským arcibiskupem, kardinálem Alexandrem Rudnayem. Stavbu byla dokončena v roce 1832.

## Popis stavby

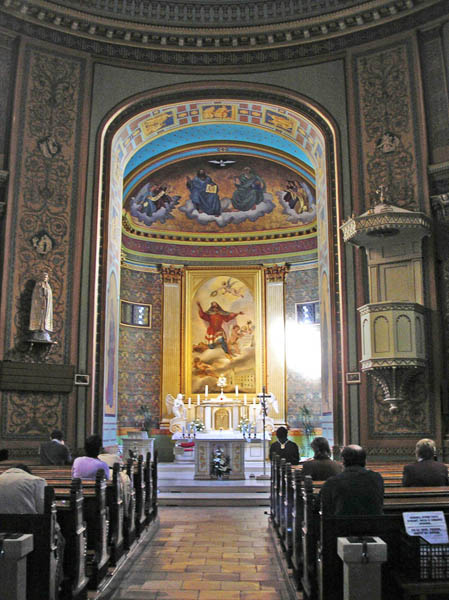
Pohled do presbytáře

Prostorná budova na čtyřkřídlém půdorysu má jednolodní kostel ve střední ose. Sakrální objekt s kupolí byl postaven na oválném půdorysu s radiálními kaplemi. Fasáda špitálu je rozvinutá do šířky, ale ve středu je prolomena průčelím kostela, ukončeným vestavěnou čtyřhrannou věží se zvonicí, zakončenou jehlanovitou střechou. Na fasádě je dominantní půlkruhové okno a mohutný tympanon.
V roce 1891 F. Storno restauroval kostel. Navrhl barevná okna, která v následujícím roce zhotovil A. Vermes v Šoproni. Původně byl interiér vymalován na bílo, F. Grünwind malíř kostelů v roce 1927 vyplnil interiér chrámu figurálními nástěnnými malbami a potlačil tak klasicistní charakter stavby.
Hlavní oltář tvoří předsunutá menza s klasickými tabernákulem. Na stěně visí velký obraz Apoteóza svatého Ladislava, který je dílem malíře Ferdinanda Lütgendorfa z roku 1830, v dolním plánu obrazu je vidět kostel sv. Ladislava se špitálem.
Oltářní obraz na bočním klasicistním oltáři sv. Anny namaloval vídeňský malíř Josef Kliegl v r. 1830. Z téhož roku pochází i obraz Kristus na kříži na bočním oltáři Kalvárie od vídeňského malíře Mayera.